# Phép tính mẻ thủy tinh
Phép tính mẻ thủy tinh hoặc xếp mẻ thủy tinh được sử dụng để xác định hỗn hợp chính xác của nguyên liệu thô (mẻ) cho thủy tinh nóng chảy.

## Nguyên lí
Hỗn hợp nguyên liệu thô để nấu chảy thủy tinh được gọi là "mẻ". Mẻ phải được đo đúng để đạt được công thức thủy tinh mong muốn. Phép tính toán mẻ này dựa trên phương trình hồi quy tuyến tính phổ biến:
{\displaystyle N_{B}=(B^{T}\cdot B)^{-1}\cdot B^{T}\cdot N_{G}}
với NB và NG là 1 cột ma trận số mol của các thành phần mẻ và kính tương ứng, và B là ma trận mẻ trộn. Ký hiệu "T" là viết tắt của hoạt động hoán vị ma trận, "1" biểu thị đảo ngược ma trận và dấu "·" có nghĩa là phép nhân một số cho ma trận. Từ ma trận mol N, phần trăm theo trọng lượng (wt%) có thể dễ dàng được lấy bằng cách sử dụng khối lượng mol thích hợp.

## Ví dụ tính toán
Một ví dụ phép tính toán mẻ có thể được trình bày như sau. Thành phần thủy tinh mong muốn tính theo wt% là: 67 SiO2, 12 Na2O, 10 CaO, 5 Al2O 3, 1 K2O, 2 MgO, 3 B2O3 và nguyên liệu thô được sử dụng cát, trona, vôi, albite, orthoclase, dolomite và borax. Các công thức và khối lượng mol của các thành phần thủy tinh và mẻ được liệt kê trong bảng sau: 
| Công thức thành phần thủy tinh | Nồng độ mong muốn của thành phần thủy tinh, wt% | Khối lượng mol của thành phần thủy tinh, g / mol | Thành phần hàng loạt | Công thức của thành phần lô | Khối lượng mol của thành phần lô, g / mol |
| ------------------------------ | ----------------------------------------------- | ------------------------------------------------ | -------------------- | --------------------------- | ----------------------------------------- |
| Si2                            | 67                                              | 60.0843                                          | Cát                  | Si 2                        | 60.0843                                   |
| Na2O                           | 12                                              | 61,9789                                          | Trona                | Na 3 H (CO 3) 2 * 2H 2 O    | 226.0262                                  |
| CaO                            | 10                                              | 56.0774                                          | Vôi                  | CaCO 3                      | 100.0872                                  |
| Al2O3                          | 5                                               | 101,9613                                         | Albite               | Na 2 O * Al 2 O 3 * 6SiO 2  | 524,4460                                  |
| K2O                            | 1                                               | 94,1960                                          | Orthoclase           | K 2 O * Al 2 O 3 * 6SiO 2   | 556.6631                                  |
| MgO                            | 2                                               | 40.3044                                          | Dolomit              | MgCa (CO 3) 2               | 184.4014                                  |
| B2O3                           | 3                                               | 69.6202                                          | Borax                | Na 2 B 4 O 7 * 10H 2 O      | 381.3721                                  |

Ma trận tạo khối B chỉ ra mối quan hệ của số mol trong mẻ (cột) và trong thủy tinh (hàng). Ví dụ, với thành phần SiO2 của mẻ thêm 1 mol SiO2 vào thủy tinh, do đó, giao điểm của cột và hàng đầu tiên hiển thị "1". Trona thêm 1,5 mol Na2O vào thủy tinh; albite thêm 6 mol SiO2, 1 mol Na2O và 1 mol Al2O3, v.v. Đối với ví dụ đã nêu ở trên, ma trận trộn hoàn chỉnh được liệt kê bên dưới. Ma trận mol NG của thủy tinh được xác định đơn giản bằng cách chia nồng độ% wt mong muốn cho khối lượng mol thích hợp, ví dụ, đối với SiO2 67/60.0843 = 1.1151.
{\displaystyle \mathbf {B} ={\begin{bmatrix}1&0&0&6&6&0&0\\0&1.5&0&1&0&0&1\\0&0&1&0&0&1&0\\0&0&0&1&1&0&0\\0&0&0&0&1&0&0\\0&0&0&0&0&1&0\\0&0&0&0&0&0&2\end{bmatrix}}}            {\displaystyle \mathbf {N_{G}} ={\begin{bmatrix}1.1151\\0.1936\\0.1783\\0.0490\\0.0106\\0.0496\\0.0431\end{bmatrix}}}

 Ma trận số mol kết quả của mẻ, NB, được đưa ra ở đây. Sau khi nhân với khối lượng mol thích hợp của các thành phần mẻ, người ta thu được ma trận phần khối lượng MB:
{\displaystyle \mathbf {N_{B}} ={\begin{bmatrix}0.82087\\0.08910\\0.12870\\0.03842\\0.01062\\0.04962\\0.02155\end{bmatrix}}}            {\displaystyle \mathbf {M_{B}} ={\begin{bmatrix}49.321\\20.138\\12.881\\20.150\\5.910\\9.150\\8.217\end{bmatrix}}}   or   {\displaystyle \mathbf {M_{B}(100\%normalized)} ={\begin{bmatrix}39.216\\16.012\\10.242\\16.022\\4.699\\7.276\\6.533\end{bmatrix}}}
Ma trận MB, được chuẩn hóa để tổng hợp tới 100% như đã thấy ở trên, chứa thành phần lô cuối cùng trong wt%: 39.216 cát, 16.012 trona, 10.242 vôi, 16.022 albite, 4.699 orthoclase, 7.276 dolomite, 6.533 borax. Nếu mẻ này được nấu chảy vào ly, chế phẩm mong muốn được đưa ra ở trên sẽ thu được. Trong quá trình nấu chảy thủy tinh, carbon dioxide (từ trona, vôi, dolomite) và nước (từ trona, borax) bay hơi.
Phép tính mẻ thủy tinh đơn giản có thể được tìm thấy tại trang web của Đại học Washington.

## Phép tính mẻ nâng cao bằng cách tối ưu hóa
Nếu số lượng thành phần thủy tinh và mẻ không bằng nhau, nếu không thể có được chính xác thành phần thủy tinh mong muốn bằng cách sử dụng các thành phần mẻ đã chọn hoặc nếu phương trình ma trận không thể giải được vì các lý do khác (nghĩa là các hàng/cột phụ thuộc tuyến tính), thành phần mẻ phải được xác định bằng các kỹ thuật tối ưu hóa.